# Jumellea zaratananae
Jumellea zaratananae är en orkidéart som beskrevs av Rudolf Schlechter. Jumellea zaratananae ingår i släktet Jumellea och familjen orkidéer. Inga underarter finns listade i Catalogue of Life.